# Dryophthorus distinguendus
Dryophthorus distinguendus là một loài bọ cánh cứng thuộc họ Curculionidae. Nó là loài đặc hữu của Hoa Kỳ.